# Klaus Janson
Klaus Janson (Coburgo, 23 gennaio 1952) è un fumettista tedesco naturalizzato statunitense.

## Biografia
Dopo essersi stabilito nel Connecticut con la famiglia (1957), nel 1973 esordisce nel settore fumettistico sulle pagine di Jungle Action inchiostrando le matite di Rich Buckler per The Black Panther. Intorno alla metà degli anni settanta inchiostra le matite di Sal Buscema su The Defenders, ma lavora anche su serie come Deathlock, Battlestar Galactita e Howard Duck.
Nei primi anni ottanta, collabora anche con Gene Colan, Gil Kane e Carmine Infantino. In questo periodo Frank Miller riceve il compito di rilanciare Daredevil scrivendone le storie e realizzandone le matite. L'inchiostrazione viene affidata proprio a Janson, che insieme alla colorista Lynn Varley diventerà il collaboratore storico di Miller. Nel 1986 lo stesso trio di autori realizza Il ritorno del Cavaliere Oscuro, che viene comunemente considerata uno dei capolavori del fumetto americano.
Successivamente Janson inizia a lavorare sia come matitista che come inchiostratore su titoli come Il Punitore e Spawn, ma torna anche sul personaggio di Batman disegnando la miniserie Gothic, su testi di Grant Morrison.
Dopo un lungo periodo di inattività disegna Death and the Maidens, miniserie scritta da Greg Rucka che vede come protagonista Batman.